# Nikky Smedley
Nikky Smendley (Solihull, 20 ottobre 1970) è un'attrice britannica che interpretò La-La nei Teletubbies dal 1997 al 2001; è stata sostituita nella serie del 2015 da Rebecca Hyland.

## Filmografia

### Televisione
- Teletubbies - serie tv (1997-2001)